# Beau Bridges
Beau Bridges, pseudonimo di Lloyd Vernet Bridges III (Los Angeles, 9 dicembre 1941), è un attore e regista statunitense.

## Biografia
Figlio d'arte, è figlio degli attori Lloyd Bridges e Dorothy Louise Simpson ed è fratello di Jeff Bridges. Nel novembre 2005 ha partecipato come guest star alla serie My Name Is Earl, ricoprendo il ruolo del padre di Earl, Carl Hickey. Il suo diventerà poi un personaggio ricorrente e riceverà nel 2007 un Emmy Award per questa sua performance. Nel 2022 partecipa al film End of the Road.

## Vita privata
Si è sposato due volte: prima dal 1964 al 1984 con l'attrice Julie Anne Landfield, con cui ha adottato un figlio, Casey (1969) e avuto un figlio biologico, Jordan (1973, anche egli attore); nel 1984 (un mese dopo il divorzio dalla prima moglie) si è risposato con Wendy Treece, da cui ha avuto tre figli: Dylan (1984), Emily (1986) e Jeffery (1993).

## Filmografia parziale

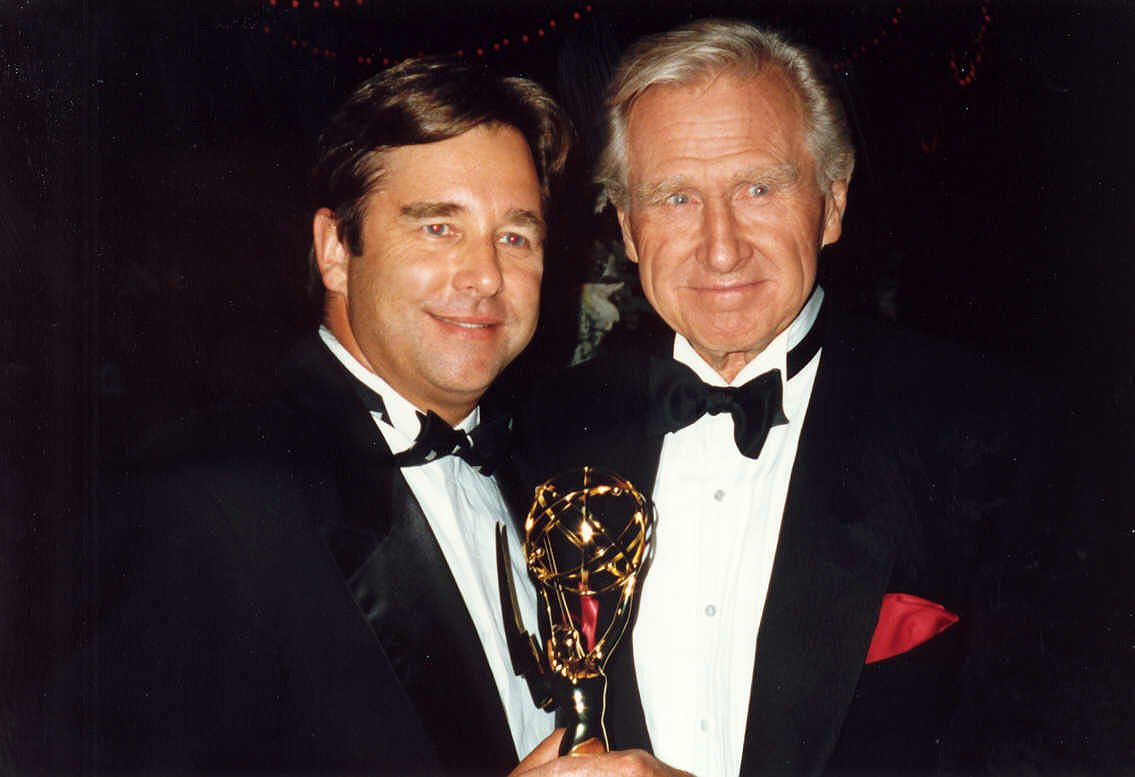
Beau Bridges, insieme al padre Lloyd ai Premi Emmy 1992

### Cinema
- Tra moglie e marito (No Minor Vices), regia di Lewis Milestone (1948)
- Le forze del male (Force of Evil), regia di Abraham Polonsky (1948)
- Minuzzolo (The Red Pony), regia di Lewis Milestone (1949)
- Il gigante della foresta (Zamba), regia di William Berke (1949)
- N.N. vigilata speciale (The Company She Keeps), regia di John Cromwell (1951)
- Village of the Giants, regia di Bert I. Gordon (1965)
- New York: ore tre - L'ora dei vigliacchi (The Incident), regia di Larry Peerce (1967)
- Un uomo per Ivy (For Love of Ivy), regia di Daniel Mann (1968)
- Chicago Chicago (Gaily, Gaily), regia di Norman Jewison (1969)
- La frusta e la forca (Adam's Woman), regia di Philip Leacock (1970)
- Il padrone di casa (The Landlord), regia di Hal Ashby (1970)
- The Cristian Licorice Store, regia di James Frawley (1971)
- Una faccia di c... (Hammersmith Is Out), regia di Peter Ustinov (1972)
- Spirale d'odio (Child's Play), regia di Sidney Lumet (1972)
- Una finestra sul cielo (The Other Side of the Mountain), regia di Larry Peerce (1975)
- Il corsaro della Giamaica (Swashbuckler), regia di James Goldstone (1976)
- La libellula non deve volare (One Summer Love), regia di Gilbert Cates (1976)
- Panico nello stadio (Two-Minute Warning), regia di Larry Peerce (1976)
- Il circuito della paura (Greased Lightning), regia di Michael Schultz (1977)
- Norma Rae, regia di Martin Ritt (1979)
- Uno strano caso di omicidio (The Runner Stumbles), regia di Stanley Kramer (1979)
- The Fifth Musketeer, regia di Ken Annakin (1979)
- Silver Dream Racer, regia di David Wickes (1980)
- Crazy Runners - Quei pazzi pazzi sulle autostrade (Honky Tonk Freeway), regia di John Schlesinger (1981)
- Fuga nella notte (Night Crossing), regia di Delbert Mann (1982)
- Love Child, regia di Larry Peerce (1982)
- Il cuore come una ruota (Heart Like a Wheel), regia di Jonathan Kaplan (1983)
- Hotel New Hampshire (The Hotel New Hampshire), regia di Tony Richardson (1984)
- Armato per uccidere (The Killing Time), regia di Rick King (1987)
- Triangolo d'acciaio (The Iron Triangle), regia di Eric Weston (1989)
- Signs of Life, regia di John David Coles (1989)
- I favolosi Baker (The Fabulous Baker Boys), regia di Steve Kloves (1989)
- Il piccolo grande mago dei videogames (The Wizard), regia di Tod Holland (1989)
- Di coppia in coppia (Married to It), regia di Arthur Hiller (1991)
- Pugno d'acciaio (Sidekicks), regia di Aaron Norris (1992)
- Jerry Maguire, regia di Cameron Crowe (1996)
- Come ho conquistato Marte (RocketMan), regia di Stuart Gillard (1997)
- Debating Robert Lee, regia di Dan Polier (2004)
- La storia di Jack & Rose (The Ballad of Jack and Rose), regia di Rebecca Miller (2005)
- Smile, regia di Jeffrey Kramer (2005)
- Intrigo a Berlino (The Good German), regia di Steven Soderbergh (2006)
- La tela di Carlotta (Charlotte's Web), regia di Gary Winick (2006)
- Spinning Into Butter, regia di Mark Brokaw (2007)
- Americanizzando Shalini (Americanizing Shelley), regia di Lorraine Senna (2007)
- Stargate: L'arca della verità (Stargate: The Ark of Truth), regia di Robert C. Cooper (2008) - video
- Stargate: Continuum, regia di Martin Wood (2008)
- Max Payne, regia di John Moore (2008)
- Stasis – cortometraggio (2010)
- Free Willy - La grande fuga (Free Willy: Escape from Pirate's Cove), regia di Will Geiger (2010)
- Il fidanzato della mia ragazza (My Girlfriend's Boyfriend), regia di Daryn Tufts (2010)
- Don't Fade Away, regia di Luke Kasdan (2010)
- Paradiso amaro (The Descendants), regia di Alexander Payne (2011)
- Columbus Circle, regia di George Gallo (2012)
- Urla silenziose (Eden), regia di Megan Griffiths (2012)
- Hit and Run, regia di David Palmer, Dax Shepard (2012)
- Il domani tra di noi (The Mountain Between Us), regia di Hany Abu-Assad (2017)
- Galveston, regia di Mélanie Laurent (2018)
- Quella notte a Miami... (One Night in Miami...), regia di Regina King (2020)
- End of the Road, regia di Millicent Shelton (2022)

### Televisione
- Io e i miei tre figli (My Three Sons) – serie TV, episodi 1x05-1x23-2x07-4x19-4x31 (1960-1964)
- Il magnifico King (National Velvet) – serie TV, episodio 2x18 (1962)
- Gli uomini della prateria (Rawhide) – serie TV, episodio 6x05 (1963)
- Ben Casey – serie TV, 2 episodi (1963)
- Mr. Novak – serie TV, episodi 1x18-2x25 (1964-1965)
- Gunsmoke – serie TV, 1 episodio (1966)
- Cavaliere solitario (The Loner) – serie TV, 2 episodi (1966)
- Bonanza – serie TV, episodio 8x17 (1967)
- Cimarron Strip – serie TV, episodio 1x02 (1967)
- Squadra speciale anticrimine (The Felony Squad) – serie TV, episodio 2x12 (1967)
- Sorrisi e litigi (United States) – serie TV, 13 episodi (1980)
- Testimone d'accusa (Witness for the Prosecution) – film TV (1982)
- Alice nel paese delle meraviglie – film TV (1985)
- Storie incredibili (Amazing Stories) – serie TV, episodio 1x12 (1985)
- Una decisione difficile (A Fighting Choice), regia di Ferdinand Fairfax – film TV (1986)
- A bruciapelo: la vita di James Brady – film TV (1991)
- The Positively True Adventures of the Alleged Texas Cheerleader-Murdering Mom – film TV (1993)
- Million Dollar Babies – miniserie TV (1994)
- Kissinger & Nixon – film TV (1995)
- Nightjohn – film TV (1996)
- Losing Chase, regia di Kevin Bacon – film TV (1996)
- L'orgoglio di un padre – film TV (1996)
- La seconda guerra civile americana (The Second Civil War) – film TV (1997)
- Il viaggio dell'unicorno (Voyage of the Unicorn) – miniserie TV (2001)
- Will & Grace – serie TV, episodio 4X09 (2001)
- Oscure presenze – film TV (2002)
- The Agency – serie TV, 32 episodi (2001-2003)
- Magnitudo 10.5 (10.5), regia di John Lafia – film TV (2004)
- Evel Knievel (2004) – film TV
- Into the West – miniserie TV (2005)
- Apocalypse - L'apocalisse (10.5: Apocalypse) – miniserie TV (2006)
- Stargate Atlantis – serie TV, 5 episodi (2005-2006)
- Stargate SG-1 – serie TV, 40 episodi (2005-2007)
- Two Families (2007) – film TV
- Single with Parents (2008) – film TV
- Family Practice (2008) – film TV
- My Name Is Earl – serie TV, 7 episodi (2005-2008)
- Desperate Housewives – serie TV, 1 episodio (2009)
- The Closer – serie TV, 1 episodio 5x14 (2009)
- Brothers & Sisters - Segreti di famiglia (Brothers & Sisters) – serie TV, 5 episodi (2011)
- The Millers – serie TV, 34 episodi (2013-2015)
- Masters of Sex – serie TV, 17 episodi (2013-2015)
- Natale ad Angel Falls (Christmas in Angel Falls), regia di Bradley Walsh – film TV (2017)
- Mosaic – miniserie TV, 8 puntate (2017-2018)
- Homeland - Caccia alla spia (Homeland) – serie TV, 6 episodi (2018-2020)
- Messiah – serie TV (2020)
- Lezioni di chimica (Lessons in Chemistry) – miniserie TV, 3 puntate (2023)

## Doppiatori italiani
Nelle versioni in italiano delle opere in cui ha recitato, Beau Bridges è stato doppiato da:
- Paolo Buglioni in L'orgoglio di un padre, Franklin & Bash, Masters of Sex, Code Black, Mosaic, The Premise - Questioni morali
- Stefano De Sando in Everwood, The Closer, Paradiso amaro, Il domani tra di noi, Lezioni di chimica
- Francesco Pannofino in Stargate SG-1, Stargate Atlantis, Stargate: L'arca della verità, Stargate: Continuum
- Paolo Marchese in My Name Is Earl, Le ceneri del passato, Desperate Housewives
- Fabrizio Temperini in P.T. Barnum - L'uomo che inventò il circo, Identità perduta, Lettere per la libertà
- Michele Gammino in Songs in Ordinary Time, Intrigo a Berlino, Messiah
- Oliviero Dinelli ne Il viaggio dell'unicorno, Storie incredibili
- Giorgio Lopez ne La seconda guerra civile americana, Max Payne, Free Willy - La grande fuga
- Giovanni Petrucci in The Agency, Magnitudo 10.5
- Massimo Corvo ne Il piccolo grande mago dei videogames (ridoppiaggio), Jerry Maguire
- Franco Zucca in Homeland - Caccia alla spia, Golia
- Massimo Giuliani in Panico nello stadio, Norma Rae
- Gerolamo Alchieri in Black-ish, Natale ad Angel Falls
- Rodolfo Bianchi in Crazy Runners - Quei pazzi pazzi sulle autostrade
- Tonino Accolla ne I favolosi Baker
- Roberto Chevalier ne Il corsaro della Giamaica
- Massimo Lodolo in Testimone d'accusa
- Emilio Cappuccio in Hotel New Hampshire
- Oreste Rizzini ne Il piccolo grande mago dei videogames
- Mario Scarabelli ne I racconti della cripta
- Antonio Palumbo in Apocalypse - L'Apocalisse
- Ennio Coltorti in Will & Grace
- Eugenio Marinelli in Fiume bianco
- Stefano Mondini in Di coppia in coppia
- Luciano De Ambrosis in Una bambina da salvare
- Angelo Nicotra ne La tela di Carlotta
- Dario Penne in Brothers & Sisters
- Massimiliano Lotti in Urla silenziose
- Gianni Giuliano in White Collar
- Massimo Lopez in The Millers
- Mario Cordova in Bloodline
- Sandro Iovino in Fiori e delitti
- Dario Oppido in Galveston
- Bruno Alessandro in Quella notte a Miami...
- Pierluigi Astore in End of the road

## Premi e riconoscimenti
- Golden Globe 1993 per il film tv The Positively True Adventures of the Alleged Texas Cheerleader-Murdering Mom
- Golden Globe 1992 per il film tv A bruciapelo: la vita di James Brady
- Primetime Emmy Awards 1992 Migliore attore protagonista in una miniserie o film A bruciapelo: la vita di James Brady